# Indian Wells Masters
Indian Wells Masters (trenutni sponzor BNP Paribas; službeni naziv BNP Paribas Open) je teniski turnir koji se održava u Indian Wellsu, u Kaliforniji.
U muškoj konkurenciji turnir je dio turneje Masters 1000, a u ženskoj konkurenciji pripada turnirima Premier Mandatory. 

## Karakteristike
Turnir se održava u ožujku. Traje dva tjedna s tim da ženski dio natjecanja započinje u srijedu, a muški u četvrtak, dok se finala u obje konkurencije igraju u nedjelju drugog tjedna. Obje konkurencije obuhvaćaju 96 sudionika u ždrijebu koji ima 128 mjesta, po principu da 32 nositelja su slobodna u prvom kolu turnira. 
Turnir se igra na tvrdoj podlozi na otvorenom, u Indian Wells Tennis Gardenu sagrađenom 2000. godine. Kompleks obuhvaća 20 teniskih terena, uključujući dva manja stadiona i glavni stadion sa 16.100 sjedalica.

## Rekordi
Najviše naslova u muškoj konurenciji ostvario je srpski tenisač Novak Đoković. Ima ukupno osvojenih pet naslova.

## Ukupna statistika
| Lokacija      | Godina | Pobjednik                     | Parovi                               | Pobjednica                | Parovi                               |
| ------------- | ------ | ----------------------------- | ------------------------------------ | ------------------------- | ------------------------------------ |
| Tucson        | 1974.  | John Newcombe                 |                                      |                           |                                      |
| Tucson        | 1975.  | John Alexander                |                                      |                           |                                      |
| Palm Springs  | 1976.  | Jimmy Connors                 | Colin Dibley Sandy Mayer             |                           |                                      |
| Palm Springs  | 1977.  | Brian Gottfried               | Bob Hewitt Frew McMillan             |                           |                                      |
| Palm Springs  | 1978.  | Roscoe Tanner                 | Raymond Moore Roscoe Tanner          |                           |                                      |
| Rancho Mirage | 1979.  | Roscoe Tanner                 | Gene Mayer Sandy Mayer               |                           |                                      |
| Rancho Mirage | 1980.  | Finala nisu održana zbog kiše | Finala nisu održana zbog kiše        |                           |                                      |
| La Quinta     | 1981.  | Jimmy Connors                 | Bruce Manson Brian Teacher           |                           |                                      |
| La Quinta     | 1982.  | Yannick Noah                  | Brian Gottfried Raúl Ramírez         |                           |                                      |
| La Quinta     | 1983.  | José Higueras                 | Brian Gottfried Raúl Ramírez         |                           |                                      |
| La Quinta     | 1984.  | Jimmy Connors                 | Bernard Mitton Butch Walts           |                           |                                      |
| La Quinta     | 1985.  | Larry Stefanki                | Heinz Günthardt Balázs Taróczy       |                           |                                      |
| La Quinta     | 1986.  | Joakim Nyström                | Peter Fleming Guy Forget             |                           |                                      |
| Indian Wells  | 1987.  | Boris Becker                  | Guy Forget Yannick Noah              |                           |                                      |
| Indian Wells  | 1988.  | Boris Becker                  | Boris Becker Guy Forget              |                           |                                      |
| Indian Wells  | 1989.  | Miloslav Mečíř                | Boris Becker Jakob Hlasek            | Manuela Maleeva-Fragniere | Hana Mandlíková Pam Shriver          |
| Indian Wells  | 1990.  | Stefan Edberg                 | Boris Becker Guy Forget              | Martina Navratilova       | Jana Novotná Helena Suková           |
| Indian Wells  | 1991.  | Jim Courier                   | Jim Courier Javier Sánchez           | Martina Navratilova       | Finale nije održano zbog kiše        |
| Indian Wells  | 1992.  | Michael Chang                 | Steve DeVries David Macpherson       | * Monika Seleš            | Claudia Kohde-Kilsch Stephanie Rehe  |
| Indian Wells  | 1993.  | Jim Courier                   | Guy Forget Henri Leconte             | Mary Joe Fernández        | Rennae Stubbs Helena Suková          |
| Indian Wells  | 1994.  | Pete Sampras                  | Grant Connell Patrick Galbraith      | Steffi Graf               | Lindsay Davenport Lisa Raymond       |
| Indian Wells  | 1995.  | Pete Sampras                  | Tommy Ho Brett Steven                | Mary Joe Fernández        | Lindsay Davenport Lisa Raymond       |
| Indian Wells  | 1996.  | Michael Chang                 | Todd Woodbridge Mark Woodforde       | Steffi Graf               | Chanda Rubin Brenda Schultz-McCarthy |
| Indian Wells  | 1997.  | Michael Chang                 | Mark Knowles Daniel Nestor           | Lindsay Davenport         | Lindsay Davenport Nataša Zvereva     |
| Indian Wells  | 1998.  | Marcelo Ríos                  | Jonas Björkman Patrick Rafter        | Martina Hingis            | Lindsay Davenport Nataša Zvereva     |
| Indian Wells  | 1999.  | Mark Philippoussis            | Wayne Black Sandon Stolle            | Serena Williams           | Martina Hingis Ana Kurnjikova        |
| Indian Wells  | 2000.  | Àlex Corretja                 | Alex O'Brien Jared Palmer            | Lindsay Davenport         | Lindsay Davenport Corina Morariu     |
| Indian Wells  | 2001.  | Andre Agassi                  | Wayne Ferreira Jevgenij Kafeljnikov  | Serena Williams           | Nicole Arendt Ai Sugiyama            |
| Indian Wells  | 2002.  | Lleyton Hewitt                | Mark Knowles Daniel Nestor           | Daniela Hantuchová        | Lisa Raymond Rennae Stubbs           |
| Indian Wells  | 2003.  | Lleyton Hewitt                | Wayne Ferreira Jevgenij Kafeljnikov  | Kim Clijsters             | Lindsay Davenport Lisa Raymond       |
| Indian Wells  | 2004.  | Roger Federer                 | Arnaud Clément Sébastien Grosjean    | Justine Henin             | Virginia Ruano Paola Suárez          |
| Indian Wells  | 2005.  | Roger Federer                 | Mark Knowles Daniel Nestor           | Kim Clijsters             | Virginia Ruano Paola Suárez          |
| Indian Wells  | 2006.  | Roger Federer                 | Mark Knowles Daniel Nestor           | Marija Šarapova           | Lisa Raymond Samantha Stosur         |
| Indian Wells  | 2007.  | Rafael Nadal                  | Martin Damm Leander Paes             | Daniela Hantuchová        | Lisa Raymond Samantha Stosur         |
| Indian Wells  | 2008.  | Novak Đoković                 | Jonathan Erlich Andy Ram             | Ana Ivanović              | Dinara Safina Jelena Vesnina         |
| Indian Wells  | 2009.  | Rafael Nadal                  | Mardy Fish Andy Roddick              | Vera Zvonareva            | Viktorija Azarenka Vera Zvonareva    |
| Indian Wells  | 2010.  | Ivan Ljubičić                 | Rafael Nadal Marc López              | Jelena Janković           | Květa Peschke Katarina Srebotnik     |
| Indian Wells  | 2011.  | Novak Đoković                 | Aleksandar Dolgopolov Xavier Malisse | Caroline Wozniacki        | Sania Mirza Jelena Vesnina           |
| Indian Wells  | 2012.  | Roger Federer                 | Rafael Nadal Marc López              | Viktorija Azarenka        | Liezel Huber Lisa Raymond            |
| Indian Wells  | 2013   | Rafael Nadal                  | Bryan Bob Bryan Mike                 | Sharapova Maria           |                                      |
| Indian Wells  | 2014   | Novak Đoković                 | Bryan Bob Bryan Mike                 | Pennetta Flavia           |                                      |
| Indian Wells  | 2015   | Novak Đoković                 | Pospisil Vasek Sock Jack             | Halep Simona              |                                      |
| Indian Wells  | 2016   | Novak Đoković                 | Herbert Pierre-Hugues Mahut Nicolas  | Azarenka Viktoria         |                                      |

- Onda kao državljanka SFRJ u raspadu (Hrvatska i Slovenija su se već bile razdružile).

## Vanjske poveznice
- Službena stranica